# Осберт Селвін
Осберт Селвін (англ. Osbert Salvin, 25 лютого 1835, Фінчлі, Лондон — 1 червня 1898) — англійський натураліст, найбільш відомий за працю Біологія Центральної Америки (Biologia Centrali-Americana) (1879—1915) написану у співавторстві з Фредеріком дю Кейн Годманом. Це була енциклопедія натуральної історії Центральної Америки у 52 частинах.

## Біографія
Був членом Королівського товариства. Він був другом на все життя Фрідріха Годмана, якого він зустрів, коли обоє були в Кембріджському університеті, де Селвін вивчав математику. Він був першим європейцем, який записав спостереження квезаля сліпучого (Pharomachrus mocinno). Медаль Годмана-Селвіна є престижної нагороди Союзу британських орнітологів, названий на честь його і Годман. Селвін згадується в назвах майже 20 птахів. Його прізвище закарбовано в біноміальних назвах Chiroderma salvini та Liomys salvini.